# Holopsamma crassa
Holopsamma crassa är en svampdjursart som beskrevs av Carter 1885. Holopsamma crassa ingår i släktet Holopsamma och familjen Microcionidae.
Artens utbredningsområde är havet kring Australien. Inga underarter finns listade i Catalogue of Life.